# Tăuții-Măgherăuș
Tăuții-Măgherăuș (în maghiară Miszmogyorós) este un oraș în județul Maramureș, Transilvania, România, format din localitățile componente Băița, Bușag, Nistru și Tăuții-Măgherăuș (reședința), și din satele Bozânta Mare, Merișor și Ulmoasa.
Localitatea are o populație de 7.136 locuitori (2011) și a fost declarată oraș prin Legea nr. 83/2004, împreună cu alte trei comune din județul Maramureș: Șomcuta Mare, Săliștea de Sus și Ulmeni.
În componența orașului intră și satele Băița, Bozânta Mare, Bușag, Merișor, Nistru și Ulmoasa.

## Istoric
Prima atestare documentară: pentru Tăuți: 1440 (Thotfalw); pentru Măgherăuș: 1490 (Monyoros), în 1493 Kysmonyoros și Naghmonyoros (Măgherăușul Mare, Măgherăușul Mic), în 1750 Magyaros.
Localitatea Tăuții-Măgherăuș a fost de-a lungul istoriei proprietatea mai multor familii nobiliare maghiare. În 1608, prințul transilvanean Gabriel Báthory a donat Măgherăușul lui György Szirmai. În 1642 așezarea a intrat să facă parte din moșia Forestszáda și, în același timp, din Cetatea Satu Mare.
Tăuții-Măgherăuș este o veche așezare românească, în primul recensământ al Regatului Ungariei din 1880 fiind doar un sătuleț cu 347 de locuitori, dintre care 268 erau etnici români, 65 maghiari și 14 din alte etnii.
După Tratatul de la Trianon localitatea Tăuții-Măgherăuș face parte din Regatul României, și intră în componența Județului Satu-Mare. În timpul celui de-al Doilea Război Mondial, ca urmare a Dictatului de la Viena din 1940, Tăuții-Măgherăuș face parte iarăși din Ungaria, revenind parte a României în 1945.

## Etimologie
Etimologia numelui localității: Din n. grup tăuți (< subst. tăut < magh. Tóth „slovac" + desinența de pl. -i) + Măgherăuș (< top. magh. Monyorós < subst. magh. mogyorós „plin de aluni" < magh. mogyoró „alun”, Kisch).

## Demografie
Componența etnică a orașului Tăuții-Măgherăuș
     Români (76,39%)
     Maghiari (8,65%)
     Alte etnii (1,26%)
     Necunoscută (13,69%)
Componența confesională a orașului Tăuții-Măgherăuș
     Ortodocși (67,08%)
     Romano-catolici (8,26%)
     Reformați (3,02%)
     Greco-catolici (2,75%)
     Penticostali (1,36%)
     Alte religii (2,54%)
     Necunoscută (14,98%)
Conform recensământului efectuat în 2021, populația orașului Tăuții-Măgherăuș se ridică la 8.463 de locuitori, în creștere față de recensământul anterior din 2011, când fuseseră înregistrați 7.136 de locuitori. Majoritatea locuitorilor sunt români (76,39%), cu o minoritate de maghiari (8,65%), iar pentru 13,69% nu se cunoaște apartenența etnică. Din punct de vedere confesional, majoritatea locuitorilor sunt ortodocși (67,08%), cu minorități de romano-catolici (8,26%), reformați (3,02%), greco-catolici (2,75%) și penticostali (1,36%), iar pentru 14,98% nu se cunoaște apartenența confesională.

## Politică și administrație
Orașul Tăuții-Măgherăuș este administrat de un primar și un consiliu local compus din 15 consilieri. Primarul, Dumitru Marinescu[*], de la Partidul Național Liberal, este în funcție din octombrie 2020. Începând cu alegerile locale din 2024, consiliul local are următoarea componență pe partide politice:
|  | Partid                                 | Consilieri | Componența Consiliului | Componența Consiliului | Componența Consiliului | Componența Consiliului | Componența Consiliului | Componența Consiliului | Componența Consiliului | Componența Consiliului | Componența Consiliului |
|  | -------------------------------------- | ---------- | ---------------------- | ---------------------- | ---------------------- | ---------------------- | ---------------------- | ---------------------- | ---------------------- | ---------------------- | ---------------------- |
|  | Partidul Național Liberal              | 9          |                        |                        |                        |                        |                        |                        |                        |                        |                        |
|  | Uniunea Salvați România                | 2          |                        |                        |                        |                        |                        |                        |                        |                        |                        |
|  | Partidul Social Democrat               | 2          |                        |                        |                        |                        |                        |                        |                        |                        |                        |
|  | Alianța pentru Unirea Românilor        | 1          |                        |                        |                        |                        |                        |                        |                        |                        |                        |
|  | Uniunea Democrată Maghiară din România | 1          |                        |                        |                        |                        |                        |                        |                        |                        |                        |

## Manifestări tradiționale locale
Flori de Sânzâiene (obicei folcloric; luna iunie).

## Monumente istorice
- Biserica romano-catolică „Sf. Lorinc” (1875);
- Biserica reformată (sec. XIV-XV);
- Casa Maniu (1920-1930);
- Biserica „Sf. Arhangheli Mihail și Gavril” (1815);
- Școala Românească (1885-1890);
- Biserica ortodoxă „Sf. Apostoli Petru și Pavel” (1560-1830).

## Arii naturale protejate (de interes național)
- Arboret de castan comestibil (Legea 5/2000).

## Transport
Pe teritoriul orașului Tăuții-Măgherăuș se află Aeroportul Internațional Baia Mare, înființat în anul 1964, extins în perioada 1977-1979 și declarat aeroport internațional la data de 21 aprilie 2008.

## Personalități
- Miklos Tothfalusi-Kis (în maghiară Misztotfalusi Kis Miklos) (1650-1702), tipograf maghiar.
- Ion Șiugariu (1914-1945), poet și publicist

## Vezi și

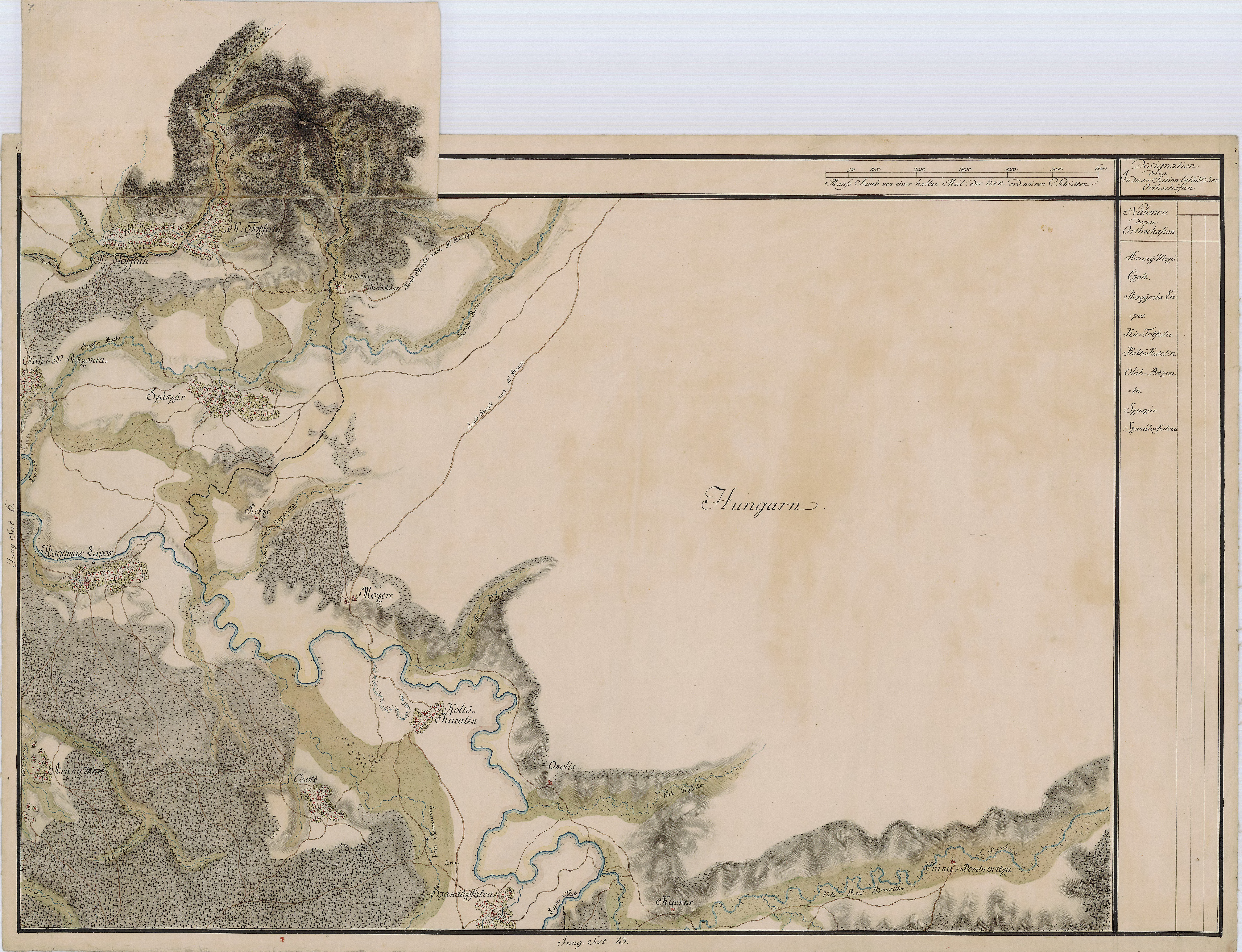
Tăuții-Măgheruș în Harta Iosefină a Transilvaniei